# هراند هوسپیان (نقاش)
هراند سارگسی هوسپیان (ارمنی: Հրանտ Սարգսի Հովսեփյան؛ زاده ۱۰ فوریهٔ ۱۹۱۹ - درگذشته ۱۹۸۷) نقاش اهل ارمنستان بود.

## زندگی‌نامه
وی در ۱۰ فوریهٔ ۱۹۱۹ در بیوراکان به دنیا آمد و از انستیتو دولتی هنری و نمایشی ایروان (۱۹۵۰) فارغ‌التحصیل گشت. وی همچنین برنده جوایزی همچون نشان جنگ میهنی (درجه دو) و نقاش شایسته ارمنستان شوروی (۱۹۷۰) شد. وی در ۱۹۸۷ در سن ۶۸ سالگی در ایروان درگذشت.